# Лизунівка
Лизуні́вка — село в Україні, у Новгород-Сіверській міській громаді Новгород-Сіверського району Чернігівської області. До 2020 орган місцевого самоврядування— Печенюгівська сільська рада.
Населення становить 450 осіб.

## Історія
За даними на 1859 рік у власницькому селі Новгород-Сіверського повіту Чернігівської губернії мешкало 553 особи (267 чоловічої статі та 284 — жіночої), налічувалось 54 дворових господарства.
Станом на 1886 у колишньому власницькому селі Фаївської волості мешкало 634 особи, налічувалось 129 дворових господарств.
За переписом 1897 року кількість мешканців зросла до 899 осіб (442 чоловічої статі та 457 — жіночої), з яких 890 — православної віри.
12 червня 2020 року, відповідно до розпорядження Кабінету Міністрів України № 730-р «Про визначення адміністративних центрів та затвердження територій територіальних громад Чернігівської області», увійшло до складу Новгород-Сіверської міської громади.
19 липня 2020 року, в результаті адміністративно - територіальної реформи та ліквідації колишнього Новгород-Сіверського району, село увійшло до новоствореного Новгород-Сіверського району Чернігівської області.

## Населення

### Мова
Розподіл населення за рідною мовою за даними перепису 2001 року:
| Мова       | Кількість | Відсоток |
| ---------- | --------- | -------- |
| російська  | 234       | 52%      |
| українська | 216       | 48%      |
| Усього     | 450       | 100%     |